# Bristol Scout
Bristol Scout là một loại máy bay hai tầng cánh, ban đầu dự định Scout làm máy bay đua. Nhưng sau đó nó được quân đội sử dụng làm máy bay tiêm kích và trinh sát.

## Quốc gia sử dụng
Anh Quốc
- Quân đoàn Không quân Hoàng gia
- Cục Không quân Hải quân Hoàng gia

 Úc
- Quân đoàn Không quân Australia

 Greece
- Hải quân Hy Lạp

## Tính năng kỹ chiến thuật (Bristol Scout D)

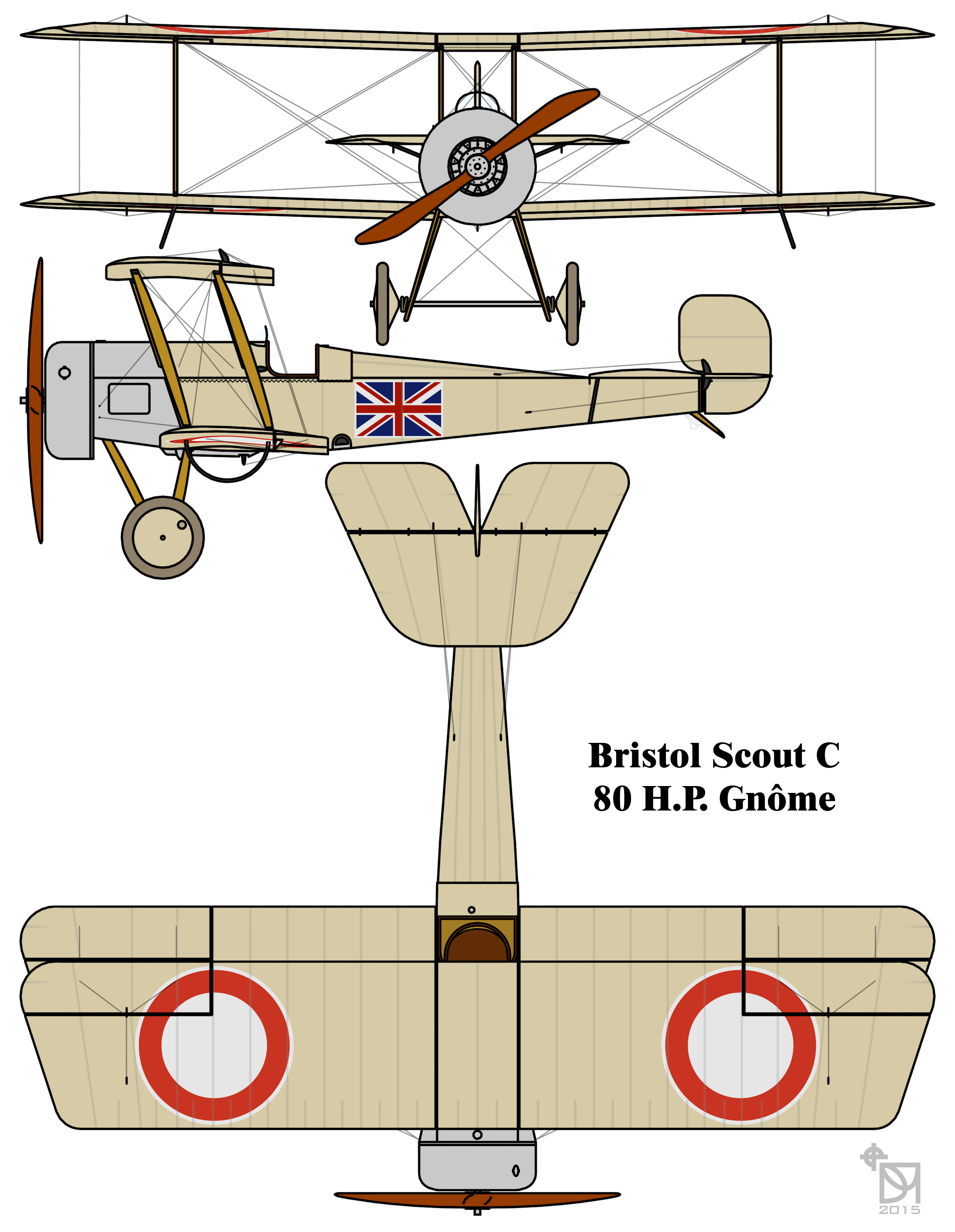

Dữ liệu lấy từ Bristol Aircraft since 1910
Đặc điểm tổng quát
- Kíp lái: 1
- Chiều dài: 20 ft 8 in (6,30 m)
- Sải cánh: 24 ft 7 in (7,49 m)
- Chiều cao: 8 ft 6 in (2,59 m)
- Diện tích cánh: 198 ft² (18,40 m²)
- Trọng lượng rỗng: 789 lb (358 kg)
- Trọng lượng có tải: 1.195 lb (542 kg)
- Động cơ: 1 × Le Rhône 9C, 80 hp (60 kW)

 Hiệu suất bay 
- Vận tốc cực đại: 94 mph (151 km/h)
- Trần bay: 16.000 ft (4.900 m)
- Vận tốc lên cao: 18 phút 30 s lên độ cao 10.000 ft (18 phút 30 s lên độ cao 3.048 m)
- Công suất/trọng lượng: 0,067 hp/lb (0,11 kW/kg)
- Thời gian bay chiến đấu: 2½ h

Trang bị vũ khí

- 1 × Lewis hoặc Súng máy Vickers